# Ephemera lankensis
Ephemera lankensis is een haft uit de familie Ephemeridae. De wetenschappelijke naam van de soort is voor het eerst geldig gepubliceerd in 1983 door Hubbard.
De soort komt voor in het Oriëntaals gebied.